# 7075 Sadovnichij
7075 Sadovnichij (1979 SN4) là một tiểu hành tinh vành đai chính được phát hiện ngày 24 tháng 9 năm 1979 bởi N. S. Chernykh ở Nauchnyj.